# Freccia del Brabante 1968
La Freccia del Brabante 1968, ottava edizione della corsa, si svolse il 14 aprile su un percorso di 186 km, con partenza ed arrivo a Sint-Genesius-Rode. Fu vinta dal belga Victor Van Schil della squadra Faema-Faemino davanti al connazionale Willy Van Neste e all'olandese Eddy Beugels.

## Ordine d'arrivo (Top 10)
| Pos. | Corridore           | Squadra                          | Tempo    |
| ---- | ------------------- | -------------------------------- | -------- |
| 1    | Victor Van Schil    | Faema-Faemino                    | 4h28'00" |
| 2    | Willy Van Neste     | Bic                              | s.t.     |
| 3    | Eddy Beugels        | Mercier-BP-Hutchinson            | s.t.     |
| 4    | Roger Swerts        | Faema-Faemino                    | s.t.     |
| 5    | Roger Cooreman      | Mann-Grundig                     | s.t.     |
| 6    | Lino Carletto       | Salvarani                        | s.t.     |
| 7    | Herman Flabat       | Pull Over Centrale-Tasmanie-Novy | s.t.     |
| 8    | Eddy Merckx         | Faema-Faemino                    | a 40"    |
| 9    | Herman Van Springel | Mann-Grundig                     | s.t.     |
| 10   | Jos Spruyt          | Faema-Faemino                    | s.t.     |